# النمر (فلم)
النمر فيلم سينمائي مصري، من إنتاج عام 1952، وبطولة أنور وجدي ونعيمة عاكف وزكي رستم وفريد شوقي، وإخراج وإنتاج حسين فوزي.
يحكي الفيلم عن درويش هو عامل بكازينو، يبدو رجلاً طيبًا في الظاهر، لكنه في الأصل رئيس عصابة لتهريب المخدرات تحت اسم حركي هو "النمر"، ويتصرف بوحشية مع رجاله وخصومه، يُكلف صلاح الشرطي بمهمة معرفة حقيقة النمر فيتنكر بمهنة صحفي ويتردد على الكازينو ويقع في غرام فاتن ابنة النمر، هناك فتاة أخرى هي هدى تعمل بالصالة، يحاول أخو هدى يحيى إبلاغها بحقيقة النمر، إلا ان هذا الأخير يقوم بقتله، وتسعى هدى لكشف حقيقة النمر انتقامًا لأخيها، فتحاول الانتقام لأخيها من النمر.

## القصة كاملة
درويش يعمل في كازينو بلبل حيران، وإبنته فاتن، راقصة بنفس الكازينو، وزوجته فاقدة للنطق منذ 15 عاما. درويش في الأصل زعيم عصابة لتهريب المخدرات واسمه الحركي النمر، وهو شديد القسوة عليهم وتتكون عصابته من عفيفى مدير الكازينو، وعفيفي غاوى حلبات سباق الخيل للرهان، ويحيى الذي أضاع ثروته في القمار وانضم لعصابة النمر، وأخته هدى اضطرت للعمل بالكازينو، وهي تعلم من أخيها أسرار العصابة. صلاح شرطي متنكر في مهنة صحفي لكشف حقيقة النمر وعصابته، يتردد على الكازينو و يتعرف على فاتن و يحبها. أخفق يحيى في توصيل كمية من المخدرات، وضبطها البوليس، مما جعل النمر يضربه بقسوة شديدة وإهانته، فسلم أخته هدى أوراق ومستندات، تدين النمر وتظهر شخصيته للجميع، والتي سلمتها بدورها إلى صلاح وفاتن، وعندما علمت فاتن أن النمر هو والدها أحرقت جميع الأوراق والصور، حتى لايراها صلاح. قتلت العصابة يحيى، ولم تجد الأوراق التي معه، فأمر النمر عفيفى بالتقرب من شقيقته هدى لمعرفة أسرار أخيها، وأين خبأ الأوراق. صارحت فاتن العاملين بالكازينو بحقيقة عم درويش وأنه هو النمر، وكونوا فريق أسموه الفهد، ليفسد كل خطط النمر حتى يفلس ويضطر للتوبة فكانوا يبلغون البوليس عن عمليات التهريب حتى فشلت كل عمليات النمر وأخذت تلاحقه في كل مكان بكتابة اسم الفهد على كل شئ أمامه. اتفق صلاح مع هدى على التعاون للانتقام لموت أخيها من النمر، وفي إحدى العمليات لم يذهب النمر وعصابته وذهبت فاتن فظن صلاح أنها أحد أفراد العصابة. يصل الريس قرموط ليبلغ عفيفي عن الصفقة الجديدة التي ستصل على سفينة عروس البحر بأبو قير ويسمع فالح الحديث ويبلغ فاتن. يكشف صلاح عن شخصيته الحقيقية كضابط بوليس، ويقبض على فاتن مما يصيب أمها بصدمة لتستعيد قدرتها على الكلام، وتخبر صلاح أن درويش ليس أبا فاتن، ولكنه قتل والدها الحقيقي ليتزوجها، وتمكنت فاتن من الهرب ومعها فالح وناصح وذهبوا إلى أبو قير، تبعهم البوليس إلى هناك، وتمكنوا من القبض على الريس قرموط وعصابته، ومعهم عفيفي وتمكن صلاح من قتل النمر، وتزوج من فاتن.

## فريق العمل
| - نعيمة عاكف:فاتن - أنور وجدي:صلاح - زكي رستم:درويش - لولا صدقي:هدى - فريد شوقي:عفيفي - إلياس مؤدب:ناصح - كمال حسين:يحيى | - عزيزة حلمي:أم فاتن - رياض القصبجي:الريس قرموط - سيد مغربي - عبد المنعم بسيوني:ضابط - إسكندر منسي:مساعد الطيار - رشاد حامد:ضابط - سميرة أحمد:إحدى فتيات الصالة | - شفيق جلال - ماري باي باي:من أفراد العصابة - حسن أبو زيد - عبد الغني النجدي - عبد الحليم القلعاوي - لطفي الحكيم:الصيدلي - وهبة حسب الله |

## روابط خارجية
- مقالات تستعمل روابط فنية بلا صلة مع ويكي بيانات